# Jørgen Johansen (borgmester)
 Der er flere personer med dette navn, se Jørgen Johansen (flertydig).
Jørgen Johansen (født 10. august 1965) var borgmester i Allerød Kommune, valgt for Det Konservative Folkeparti i perioden 1. januar 2014 til 31. december 2017.